# Vin Baker
Vincent "Vin" Lamont Baker (nascido em 23 de novembro de 1971) é um ex-jogador profissional e atual assistente técnico do Milwaukee Bucks da National Basketball Association (NBA).
Como jogador, além dos próprios Bucks, ele jogou pelo Seattle SuperSonics, Boston Celtics, New York Knicks, Houston Rockets e Los Angeles Clippers. Ele jogou em dois All-Star Game da NBA.

## Carreira no basquete colegial e universitário

### Ensino médio
Baker jogou pela Old Saybrook High School em Old Saybrook, Connecticut. Ele começou a jogar no time do colégio em seu primeiro ano. Baker foi preterido pelas universidades maiores da Divisão I da NCAA e aceitou uma oferta de bolsa de estudos da Universidade de Hartford.

### Universidade
Durante a primeira temporada de Baker em 1989, ele teve médias de 4,7 pontos e 2,9 rebotes, o que lhe rendeu uma vaga na Equipe de Novatos da North Atlantic Conference. Nomeado titular em sua segunda temporada, Baker teve médias de 19,7 pontos e 10,4 rebotes e uma vaga na Primeira-Equipe da NAC. 
Em seu terceiro ano, ele teve médias de 27,6 pontos (2º no país), 9,9 rebotes e 3,7 bloqueios (5º no país), embora a equipe tenha terminado com um recorde de 6-21. Em sua última temporada, Baker foi chamado de "Segredo mais bem guardado da América" pela Sports Illustrated e o jogador mais dominante da conferência desde Reggie Lewis pela Street & Smith's College / Prep Basketball Preview em 1992. Baker teve médias de 28,3 pontos (4º no país) e terminou com 792 pontos em apenas 28 jogos, um recorde da conferência que ainda permanece na NAC (agora America East Conference).
Ele terminou com 2.238 pontos, um recorde na universidade que ainda se mantém. No entanto, Baker não foi capaz de traduzir suas imensas habilidades de pontuação em sucesso de equipe, já que nenhuma de suas equipes jamais foi para o Torneio da NCAA.
A camisa de Baker (42) está pendurada na parede leste da Chase Arena no Reich Family Pavilion.

## Carreira na NBA

### Milwaukee Bucks
Depois de uma carreira universitária na Universidade de Hartford, Baker foi selecionado pelo Milwaukee Bucks com a oitava escolha geral no Draft da NBA de 1993. Ele jogou quatro temporadas em Milwaukee e registrou 5.922 pontos em 324 jogos.

### Seattle SuperSonics
Depois de quatro temporadas com os Bucks, ele foi negociado para o Seattle SuperSonics após a temporada de 1996-97 em um acordo de três equipes que enviou Tyrone Hill e Terrell Brandon para os Bucks e Shawn Kemp e Sherman Douglas para o Cleveland Cavaliers.
Ele passou 5 temporadas em Seattle e registrou 5.054 pontos em 326 jogos.

### Boston Celtics
Depois de quatro anos em Seattle, Baker foi negociado para o Boston Celtics, junto com Shammond Williams, em troca de Kenny Anderson, Vitaly Potapenko e Joseph Forte.
Embora suas médias de carreira incluam 15,1 pontos por jogo, seus números caíram consideravelmente no século XXI. Após a temporada de 1998-99, que foi encurtada pela greve, o peso de Baker disparou para cerca de 136 kg e seu jogo sofreu tremendamente. Quando ele conseguiu reduzir seu peso para cerca de 113 kg, Baker revelou que era um alcoólatra em recuperação que costumava comer demais em quartos de hotel e em casa depois de jogar mal. Em uma entrevista ao Boston Globe, Baker disse que o técnico dos Celtics, Jim O'Brien, sentiu o cheiro de álcool nele durante os treinos e o questionou sobre isso. A equipe o suspendeu e ele acabou sendo dispensado.

### New York Knicks
Baker assinou com o New York Knicks. Com a ajuda de Baker, a equipe chegou aos playoffs na temporada de 2003-04.

### Houston Rockets
Baker foi negociado com o Houston Rockets, junto com Moochie Norris, em troca de Maurice Taylor em 24 de fevereiro de 2005.

### Los Angeles Clippers
Os Rockets acabariam por dispensar Baker em 7 de outubro de 2005. Ele passaria a temporada de 2005-06 como reserva no Los Angeles Clippers.

### Minnesota Timberwolves
Baker assinou com o Minnesota Timberwolves em 1 de outubro de 2006, reunindo-o com o técnico Dwane Casey, que atuou como treinador adjunto quando Baker estava em Seattle. No entanto, seu mandato em Minnesota seria de curta duração. Baker foi dispensado dos Timberwolves em 13 de novembro de 2006. Ele nunca jogou em um jogo da temporada regular depois de estar na lista de inativos pelos primeiros seis jogos.

## Estatísticas na NBA

### Temporada regular
| Ano       | Equipe        | PJ  | PT  | MPJ  | AP   | 3P   | LL    | RT   | AS  | BR  | TO  | PPJ  |
| --------- | ------------- | --- | --- | ---- | ---- | ---- | ----- | ---- | --- | --- | --- | ---- |
| 1993–94   | Milwaukee     | 82  | 63  | 31.2 | .501 | .200 | .569  | 7.6  | 2.0 | .7  | 1.4 | 13.5 |
| 1994–95   | Milwaukee     | 82  | 82  | 41.0 | .483 | .292 | .593  | 10.3 | 3.6 | 1.0 | 1.4 | 17.7 |
| 1995–96   | Milwaukee     | 82  | 82  | 40.5 | .489 | .208 | .670  | 9.9  | 2.6 | .8  | 1.1 | 21.1 |
| 1996–97   | Milwaukee     | 78  | 78  | 40.5 | .505 | .278 | .687  | 10.3 | 2.7 | 1.0 | 1.4 | 21.0 |
| 1997–98   | Seattle       | 82  | 82  | 35.9 | .542 | .143 | .591  | 8.0  | 1.9 | 1.1 | 1.0 | 19.2 |
| 1998–99   | Seattle       | 34  | 31  | 34.2 | .453 | .000 | .450  | 6.2  | 1.6 | .9  | 1.0 | 13.8 |
| 1999–2000 | Seattle       | 79  | 75  | 36.1 | .455 | .250 | .682  | 7.7  | 1.9 | .6  | .8  | 16.6 |
| 2000–01   | Seattle       | 76  | 27  | 28.0 | .422 | .063 | .723  | 5.7  | 1.2 | .5  | 1.0 | 12.2 |
| 2001–02   | Seattle       | 55  | 41  | 31.1 | .485 | .125 | .633  | 6.4  | 1.3 | .4  | .7  | 14.1 |
| 2002–03   | Boston        | 52  | 9   | 18.1 | .478 | .000 | .673  | 3.8  | .6  | .4  | .6  | 5.2  |
| 2003–04   | Boston        | 37  | 33  | 27.0 | .505 | .000 | .732  | 5.7  | 1.5 | .6  | .6  | 11.3 |
| 2003–04   | New York      | 17  | 0   | 18.4 | .404 | .500 | .711  | 4.1  | .7  | .4  | .5  | 6.6  |
| 2004–05   | New York      | 24  | 0   | 8.0  | .342 | .000 | .467  | 1.5  | .4  | .1  | .2  | 1.4  |
| 2004–05   | Houston       | 3   | 0   | 4.3  | .000 | .000 | 1.000 | .7   | .3  | .0  | .0  | .7   |
| 2005–06   | L.A. Clippers | 8   | 1   | 10.6 | .467 | .000 | .722  | 2.4  | .5  | .5  | .5  | 3.4  |
| Carreira  | Carreira      | 791 | 604 | 26.9 | .435 | .137 | .660  | 6.0  | 1.5 | 0.6 | 0.8 | 11.8 |
| All-Star  | All-Star      | 4   | 0   | 17.5 | .419 | .000 | .750  | 6.0  | .7  | .5  | .2  | 8.7  |

### Playoffs
| Ano      | Equipe   | PJ | PT | MPJ  | AP   | 3P    | LL   | RT  | AS  | BR  | TO  | PPJ  |
| -------- | -------- | -- | -- | ---- | ---- | ----- | ---- | --- | --- | --- | --- | ---- |
| 1998     | Seattle  | 10 | 10 | 37.1 | .530 | .000  | .421 | 9.4 | 1.8 | 1.8 | 1.5 | 15.8 |
| 2000     | Seattle  | 5  | 4  | 35.4 | .400 | .000  | .588 | 7.6 | 2.0 | 1.0 | 0.4 | 14.0 |
| 2002     | Seattle  | 5  | 4  | 28.8 | .500 | 1.000 | .778 | 5.0 | 0.8 | .6  | 1.2 | 13.2 |
| 2004     | New York | 4  | 0  | 14.3 | .571 | .000  | .667 | 3.0 | 0.3 | .8  | 0.5 | 5.5  |
| Carreira | Carreira | 24 | 18 | 28.9 | .500 | .025  | .613 | 6.2 | 1.2 | 1.0 | 0.8 | 12.1 |

## Outros empreendimentos
Baker tem uma fundação sem fins lucrativos chamada Stand Tall Foundation. A Fundação é uma organização que ajuda a dar às crianças um futuro melhor, ajudando financeiramente com diferentes organizações de caridade e voluntários. O objetivo da Fundação é ajudar os jovens com sua educação, desenvolvimento pessoal e bem-estar geral.
Em 3 de junho de 2011, Baker foi contratado como treinador assistente do St. Bernard School em Uncasville, Connecticut.
Em 2014, Baker foi nomeado para um time formado por Dennis Rodman como parte de seu esforço de "diplomacia do basquete" na Coreia do Norte; a equipe foi montada para jogar um jogo de exibição contra a Seleção Norte-Coreana para comemorar o aniversário de Kim Jong-un.
Em dezembro de 2015, Baker gerenciava uma filial da Starbucks em Old Saybrook, Connecticut. Baker mais tarde se tornou o comentarista da Fox Sports Milwaukee.
Em 2017, Baker se tornou o chefe do departamento de basquete em Camp Greylock.
A partir de 2019, Baker atua como treinador assistente do Milwaukee Bucks.
Em 18 de julho de 2020, a Fundação Vin Baker organizou uma corrida de 5 km chamada "Addiction Ends Here".

## Vida pessoal
A mãe de Baker é Jean Baker. Seu pai, Rev. James Baker, é mecânico de automóveis e ministro batista. Baker tem mulher e quatro filhos.
Em 19 de junho de 2007, Baker foi preso em Norwich, Connecticut, por dirigir embriagado depois de deixar o Foxwoods Resort Casino.
Em 21 de junho de 2008, o ml-implode.com relatou que a casa de Baker em Durham, Connecticut, com 930 m2, foi colocada à venda por US $ 2,3 milhões. A casa foi comprada pelo U.S. Bank por $ 2,5 milhões em um leilão em 28 de junho de 2008. Baker teria perdido mais de $ 100 milhões devido a problemas financeiros.
Baker lutou contra a depressão e o alcoolismo. Em 2013, o New York Daily News informou que ele parou de beber álcool em 17 de abril de 2011.

## Ligações Externas
- Perfil na NBA